# 橫屏山 (南投縣仁愛鄉)
橫屏山，又稱史老塌山、史老榻山、獅魯凹山（以台語同音轉譯Sailotap，另有稱獅凸魯山者疑為誤植），是台灣雪山山脈南端的一條山嶺，嶺線最高處海拔1,579公尺，位在南投縣埔里盆地東方偏南，其嶺線的一部分為南投縣仁愛鄉西緣萬豐村與中正村的分界。山嶺為約略同高的橫嶺東西橫亙，最高峰西側約1.3公里處原設有一等三角點由(17)補點埔里基網3，後降二等內補055，標高1508.331公尺。其西側山麓為入墾埔里的平埔族與深山原住民的分界，山嶺東側為濁水溪上游切穿，與其谷地武界、曲冰族群交錯地古戰場，形成北側萬大群泰雅族與南側干卓萬、卓社群布農族勢力的分界。:xxiii-1
清治時文獻有記載史老塌，其背後依託的山嶺為史老塌山，史老塌山西麓為1810年代郭百年事件武力侵墾埔里原住民遭屠殺幾乎殆盡，孑餘無幾，於1820–30年代埔里盆地由邵族日月潭水社引介出贌給墾予中部平埔各族的東界，即「史老塌埔地」，也有記載為西老塌、史魯榻等。
日治初期1897年調製《台灣假製二十萬分一圖》附近標示「西魯凹庄」，1904年調製《台灣堡圖》在基點處標示「山·4917」，隨後此山多標示為「獅魯凹山」。
戰後初期官方地圖多未標示此山，1959年的中比例《三十萬分一台灣省地圖》有標示「獅魯凹山」；1957年調製《聯勤版台灣二萬五千分一地形圖》，以及1980年代以後的各版經建版地形圖，基點處標示「橫屏山」。
雪山山脈南段被大甲溪東西切穿而在其南側形成白姑大山–八仙山，再往南被北港溪東西切穿而在其南側形成守城大山，到了南端有埔里盆地群陷落而漸平緩，被眉溪東西切穿而在此形成武界越山–橫屏山–武界山的山嶺，往南到尾端連接到日月潭東側為水社大山。上列東西切穿雪山山脈南段的諸溪，其上游均沿著匹亞南構造線發展而向南流，為與東側中央山脈的分界，其中最南段在埔里盆地群東側的濁水溪上游流段，亦沿著匹亞南構造線發展而向南流，由北向南切穿橫屏山此段山嶺的東側，為與東側中央山脈的分界。
近年來登山界將此山列為「埔里六秀」的老么，分別指稱基點處為「橫屏山」，而最高峰以固有山名「獅魯凹山」稱之（另有稱「獅凸魯山」者疑為誤植）。